# Теодерих II
Вижте пояснителната страница за други личности с името Теодорих.
Теодерих II (Theoderich II; † 466 в Толоза) е вторият по възраст син на Теодерих I и от 453 до 466 г. крал на вестготите.

## Управление
Теодерих II, заедно с по-младия си брат Фредерих, отстранява (убива) през 453 г. Торизмунд и става крал на вестготите. Царството на вестготите (Толозанското царство) се намира тогава в днешна Аквитания и е в съюз със Западната Римска империя.
През 466 г. Теодерих II е убит от брат му Ойрих в Толоза, който става новият вестготски крал и успява да достигне формална независимост от Римската империя.